# Sabrina
För andra betydelser, se Sabrina (olika betydelser).

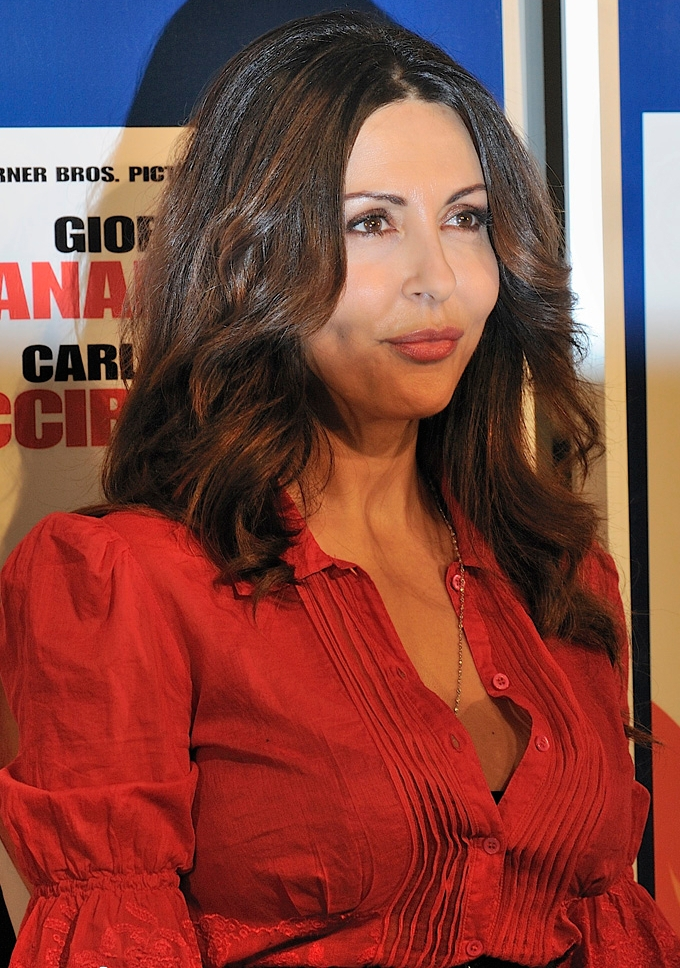
Sabrina Ferilli, 2009.

Sabrina, Sabrin och Sabrine är ett kvinnonamn. Namnet kan ha keltiskt ursprung, Sabrina är floden Severn på latin, och enligt en myt ska Sabrina varit en illegitim dotter till kung Locrine som drottning Guendolen kastade i floden. 
Drygt 600 personer i Sverige bär namnet, de flesta födda på 1990-talet och framåt.
Namnsdag saknas (men kan till exempel firas 27 oktober då det är Sabina i almanackan).

## Personer med namnet Sabrina
- Sabrina Carpenter (1999–), amerikansk skådespelerska och artist
- Sabrina Ferilli (1964–), italiensk skådespelerska
- Sabrina Ionescu (1997–), amerikansk basketspelare
- Sabrina Salerno (1968–), italiensk sångerska
- Sabrina (artist) (1983–), döpt Teresa Villa-Lobos, portugisisk sångare
- Sabrina – artistnamn för Norma Ann Sykes (1936–2016), en brittisk pinupartist och skådespelare

### Fiktiva personer
- Sabrina Spellman, huvudperson i tv-serien Sabrina tonårshäxan